# Diane Karusisi
Diane Karusisi (Ruanda, 1977) és una estadística, economista, executiva bancària i acadèmica de Ruanda. És la CEO del Bank of Kigali, el major banc comercial de Ruanda per actius. Immediatament abans del seu càrrec actual, va exercir com a economista en cap i cap d'estratègia i política a l'Oficina del President de Ruanda.

## Estudis i carrera
Va estudiar a la Universitat de Friburg a Suïssa, es va graduar amb un màster en econometria i un doctorat en economia quantitativa. La seva tesi doctoral, publicada el 2009, es titula "Dependència en carteres de crèdit: modelització amb funcions de còpia".
Diane Karusisi té "una àmplia experiència en la gestió de les institucions privades i del sector públic". De 2000 a 2006 va ser professora ajudant d'estadística econòmica a la Universitat de Friburg. Des del 2007 fins al 2009, va treballar a Credit Suisse Asset Management a Zuric, com a enginyera de cartera de renda fixa. L'agost de 2009, va tornar a Ruanda i va ser nomenat assessora sènior del director general de l'Institut Nacional d'Estadística de Ruanda (NISR), a Kigali. Al setembre de 2010, es va convertir en directora general de NISR. En aquesta capacitat, va supervisar el disseny i implementació de les principals enquestes. En febrer de 2016 Karusisi va ser nomenada directora gerent i directora general del Bank of Kigali. Vas ubstiruir James Gatera, que va renunciar després de gairebé nou anys al capdavant del banc comercial més gran de Ruanda per actius.
Karusisi també actua com a vicepresident del consell de govern de la Universitat de Ruanda. També es troba al consell de la Junta de Desenvolupament de Rwanda.